# Neposredne tuje naložbe na Kosovu
Neposredne tuje naložbe na Kosovu[a] igrajo pomembno vlogo v državnem gospodarstvu. Tovrstne naložbe so bile v preteklosti omejene. Tuji državni vlagatelji na Kosovu so predvsem regionalne evropske države, kot so Nemčija, Turčija, Albanija, Hrvaška in Makedonija. Večina tujih naložb je koncentriranih v Prištini s posebnim poudarkom na področju bančništva, gradbeništva in prometa.

## Pomen naložb na Kosovu
Čeprav tuje naložbe na Kosovu obstajajo, trenutni zneski ne zadoščajo za popolno zadovoljevanje gospodarskih potreb države. Med drugim se Kosovo spopada z naslednjimi težavami:
- Nestanovitne politične razmere, ki so Kosovu otežile zadolževanje pri mednarodnih finančnih institucijah
- Tuja finančna pomoč, znana kot donacije za kapitalske naložbe, se je od leta 2003 upočasnila
- Omejen bančni sistem na Kosovu, ki nima možnosti izdajanja dolgoročnega dolga za podporo resnih naložb
- Pomanjkanje finančnega trga in trga vrednostnih papirjev
- Finančna nakazila priseljencev njihovim družinam upadajo, saj se priseljuje več družinskih članov
- Slaba javna infrastruktura
- Visoka stopnja brezposelnosti

Ta dejstva kažejo, da se Kosovo sooča tako z omejeno razpoložljivostjo virov kot s slabo infrastrukturo in visoko stopnjo brezposelnosti, ki je ocenjena na 45–50 %. Dejavniki, ki omejujejo razvoj, so tudi energetske, telekomunikacijske in prometne razmere. Investicijska aktivnost zasebnih podjetij je v povojnem obdobju ustvarila veliko gospodarsko rast in zaposlenost, vendar so na splošno obeti glede padajočega povprečnega obsega prometa za podjetja in rast zaposlenosti še vedno negativni. V teh razmerah se oblikovalci ekonomske politike soočajo s potrebo po spodbujanju novih naložb. Neposredne tuje naložbe (NTI) same po sebi ne morejo pospešiti ustreznih dejavnosti. Cilj bi moral biti, da NTI postane vir za dokapitaliziranje drugih financiranj. Izkušnje gospodarskega razvoja v zadnjih desetletjih, zlasti ko gre za države v razvoju, kažejo, da zasebne NTI veljajo za pomembne zaradi svojih pozitivnih in večstranskih učinkov.

## Naložbe na Kosovu
V 90. letih je Kosovo imelo koristi od svetovnih trendov stalnega povečevanja naložb. Ta rast je bila bistveno bolj stabilna in vzdržna v primerjavi z drugimi finančnimi instrumenti (kapitalskimi tokovi) držav v razvoju, kot so mednarodni finančni trgi, meddržavna posojila, bančna posojila, državni skladi in naložbeni portfelji. NTI v državah v razvoju so se povečale s približno 1 milijarde USD leta 1990 na približno 12 milijard USD leta 1998.
| Regija                    | Naložbe v regiji | Investicija iz regije |
| ------------------------- | ---------------- | --------------------- |
| Latinska Amerika          | 71               | 15                    |
| Azija                     | 85               | 36                    |
| Srednja in Severna Evropa | 19               | 2                     |
| Afrika                    | 8                | 0,5                   |
| Severna Amerika           | 193              | 110                   |
| Zahodna Evropa            | 237              | 406                   |

Iz zgornje tabele je razvidno, da so največji upravičenci do neto toka NTI Latinska Amerika, Azija, Pacifik, Severna Amerika, Srednja in Vzhodna Evropa ter Afrika. Negativne NTI so le v zahodni Evropi, ki namesto sprejemanja naložb raje vlaga drugam. Na splošno lahko sklepamo, da 92 % naložb izvira iz razvitih držav, 72 % pa se jih vrača v te države.

## Vpliv tujih naložb na Kosovo
Navkljub negativnim ocenam ob upoštevanju ugodne poslovne klime, stabilnega makroekonomskega okolja in odličnih priložnosti v različnih poslovnih sektorjih Kosovo zelo počasi postaja bolj privlačno mesto za poslovanje. Posledično se zanimanje tujih vlagateljev v zadnjih letih vztrajno povečuje, s tem pa tudi priliv NTI. Kosovo je doslej pritegnilo več kot milijardo evrov neposrednih tujih naložb. Poleg investicijskih pionirjev, kot sta Raiffeisen Bank in Procredit, ki sta vstopila na kosovski trg na začetku tranzicijske faze, obstaja veliko drugih tujih podjetij, ki se ukvarjajo s širokim spektrom poslovnih sektorjev. Po podatkih poslovnega registra je več kot 2000 podjetij v tuji in mešani lasti, ki so že izkoristila priložnost za vlaganje na Kosovu. Veliko tujih podjetij s poslovanjem na Kosovu je dokaz priložnosti in koristi, ki jih država ponuja hkrati pa predstavlja tudi bazo kakovostnih izdelkov in zadostno skupnost, ki zagotavlja storitve.
Čeprav je Kosovo država v razvoju, se zdi, da obstaja presenetljivo veliko število vlagateljev in tujih poslovnežev. Po podatkih Agencije za spodbujanje investicij, ki deluje v okviru Ministrstva za trgovino in industrijo, kaže, da je na Kosovu registriranih 3906 tujih vlagateljev. Večina teh vlagateljev je posameznikov, ki imajo svoja podjetja v tujih državah in so na Kosovu odprli svoje poddružnice.
Iz Švice je 112 investitorjev, ki so usmerjeni predvsem v Prištino, Peć, Đakovico, Suvo Reko, Uroševac in druga. Čeprav je število vlagateljev presenetljivo, je še bolj impresivno število na novo ustvarjenih delovnih mest. Medtem ko nekateri vlagatelji zaposlujejo ljudi na tisoče, drugi zaposlujejo manjše število. Med tujimi podjetji, ki so investirala na Kosovu, največ zaposlenih dela v Feroniklu v Drenasu z 1000 zaposlenimi.
Poleg Feronikla ima večje število zaposlenih tudi podjetje za dimno opremo v Gnjilanu, sledijo pa mu turška podjetja s 370 osebami. Področja z največ tujimi investitorji so bančni sektor, promet, turizem, izobraževanje, telekomunikacije in trženje.
Po statističnih podatkih osnovna skupna vsota kapitala vseh tujih neposrednih naložb na Kosovu na vseh področjih znaša 3.648.949.859 evrov. Kraji izvora vlagateljev so različni, vendar se zemljevid investitorjev ne nadaljuje dlje od Turčije. Razen regij, kot so Albanija, Turčija, Hrvaška ali Makedonija, Kosovo najbolj podpira zahodna Evropa. Število vlagateljev iz zahodne Evrope, ki izberejo Kosovo kot mesto za vlaganje, je razmeroma veliko in so večinoma iz Švice, Nemčije, Francije, Velike Britanije, celo ZDA.
Tuji vlagatelji se pojavljajo skoraj v vseh mestih Kosova, bolj opazni pa so v prestolnici Prištini. Vlagatelji iz Nemčije prispevajo v gradbena podjetja, Srbija v trgovino, medtem ko druga podjetja francoskih in bosanskih investitorjev pokrivajo predvsem trg predelave mlečnih izdelkov. Po uradnih podatkih kosovske centralne banke je razvidno, da ima Nemčija največ vlagateljev na Kosovu. Takoj za Nemčijo je z neposrednimi tujimi naložbami Albanija s 23,32 %, nato Švica z 22,71 % in Avstrija s 15,50 %. Navkljub vlaganjem je stopnja brezposelnosti in revščine na Kosovu še vedno visoka.